# Broadway Melodie 1950
Broadway Melodie 1950 ist ein überwiegend 1944 entstandenes US-amerikanisches Filmmusical in Gestalt einer farbigen und prächtig ausgestatteten Nummernrevue. Über ein Dutzend Episoden umfasst der Film. Den zu Beginn in der Rahmenhandlung auftretenden Showimpresario Florenz Ziegfeld, Erfinder und Chef der Ziegfeld Follies (so auch der Original-Filmtitel), der mit wohlwollendem Lächeln vom Himmel aus das Treiben seiner Showstars beobachtet, verkörperte William Powell. Ziegfeld Follies ist der einzige Film mit Spielhandlung, in dem die beiden legendären Tanzstars Hollywoods, Fred Astaire und Gene Kelly, gemeinsam auftraten. Weitere Hauptdarsteller waren die MGM-Stars Judy Garland, Red Skelton, Lucille Ball, Kathryn Grayson, Lena Horne und Esther Williams. Mit Fanny Brice wirkte sogar ein berühmt gewordenes Ziegfeld-Girl mit, das einst durch Ziegfeld zu Bühnenruhm gekommen war. An diesem Film waren insgesamt sechs Regisseure beteiligt: Vincente Minnelli, Robert Lewis, Roy del Ruth, George Sidney und der weithin unbekannte Lemuel Ayers; den Prolog und die Nachaufnahmen inszenierte Norman Taurog. Der Film besaß in der Bundesrepublik den oben genannten Titel, da er erst fünf Jahre nach der US-Premiere, 1950, in den deutschen Kinos anlief.

## Handlung
Prolog (Here’s to the Ladies)
Florence Ziegfeld, der 1932 verstorbene große Revue-Arrangeur von Broadway-Shows der ersten drei Jahrzehnte des 20. Jahrhunderts, träumt im Himmel von einer Show großen Stils, mit der er noch einmal alle Talente seiner Epoche, beginnend im Jahr 1907, vereinen will. Dabei schwelgt der Impresario in Erinnerungen und stellt sich vor, wie er wohl heute, über ein Jahrzehnt nach seinem Tod, eine neue, an Prachtentfaltung alles bisher Dagewesene übertrumpfende Showrevue auf die Beine stellen würde. Die Einführung müsste natürlich das Tanzgenie Fred Astaire übernehmen, dessen tänzerische und gesangliche Darbietung zugleich eine Verbeugung vor dem großen Ziegfeld und dessen legendären Showgirls, den Ziegfeld Follies, bedeutet. Während Fred Astaire singt und Lucille Ball die Peitsche schwingt, tanzen die acht Showmädchen im Panther-Look. Erst einmal in Fahrt gekommen, entwirft der himmlische Ziegfeld gedanklich gleich weitere Sequenzen für die perfekte Broadway-Show.
A Water Ballet
Hier zeigt Esther Williams ihr Schwimmtalent in einem Wasserballett, das sich sowohl über als auch unter Wasser abspielt.
Number Please
Ein Mann unternimmt immer wieder Versuche, Louie Sebastians Cigar Store telefonisch zu erreichen, bekommt aber nicht die dazu benötigte Hilfe des Telefonisten. Als er einen Mann aus dem amerikanischen Süden beobachtet, wie dieser spielend leicht eine Verbindung zugestellt bekommt, isst der erste Mann aus Wut das Telefon auf.
La Traviata
Zwei Opernsänger singen und tanzen zu „Libiamo“ aus Giuseppe Verdis Oper La Traviata.
Pay the Two Dollars
Als ein Mann mit seinem Anwalt in der U-Bahn fährt, soll er wegen Ausspuckens eine Strafe von zwei Dollar bezahlen. Der Anwalt rät seinem Mandanten, diese Strafe nicht zu begleichen. Darauf nimmt ein Polizist den Ausspuckenden fest und bringt ihn vor Gericht. Der Richter stellt den „Übeltäter“ vor die Wahl: Entweder er bezahle die Strafe, oder er müsse ins Gefängnis. Der Anwalt rät seinem Mandanten, den Schuldspruch zu akzeptieren, schließlich könne man diesen ja in der nächsten Instanz anfechten. Nach zwölf Tagen Haftstrafe informiert der Anwalt seinen Klienten, dass der Richter in dieser Angelegenheit zu einer Anhörung geladen hätte. Der Mandant muss erfahren, dass sein Anwalt in der Zwischenzeit Unsummen an Dollars für seine Verteidigung ausgegeben hat. Er entscheidet sich daher, jetzt lieber nachzugeben und bittet den Anwalt, er möge für ihn endlich die leidigen zwei Dollar Bußgeld entrichten.
Doch nun geraten die Dinge komplett aus dem Ruder: Obwohl ein Berufungsgericht das Urteil zurückweist, wird der Mandant zum Tode verurteilt, weil er durch sein Tun den Tod von zwei U-Bahn-Fahrgästen verschuldet habe. Beide seien infolge einer Krankheit durch die Keime seiner Spucke ums Leben gekommen. Der zuständige New Yorker Gouverneur begnadigt zwar den Mandanten, aber dessen Leben ist durch das Vorgehen seines Anwalts ruiniert. Nach seiner Entlassung aus dem Gefängnis wird der Mandant erneut in der U-Bahn festgenommen, diesmal, weil er seine Zigarrenspitze ausspuckt.
This Heart of Mine
Ein Gentleman-Juwelendieb ist zugleich ein begnadeter Tänzer und entwendet beim eleganten Tanz mit einer schönen Prinzessin deren Armband, als sich beide küssen. Zwar bemerkt die Schöne den dreisten Raub, doch will erst darauf reagieren, wenn der Tanz, eine sinnliche Mischung aus Verführung und Eroberung, beendet wurde. Die Prinzessin ist derart begeistert von ihrem langfingerigen Tanzpartner, dass sie ihm anschließend auch noch ihre Halskette überlässt. Der Gentleman-Dieb ist von dieser noblen Geste verzückt und umarmt seine Tanzpartnerin.
A Sweepstakes Ticket
Norma Edelman hat im Lotto gewonnen, aber als sie ihrem Ehemann Monty von der guten Nachricht berichtet, muss er ihr eingestehen, dass er den Lottoschein an ihren Vermieter, Mr. Martin, weitergereicht habe, um damit die Miete begleichen zu können. In der Hoffnung, dass Mr. Martin noch nicht von dem Lottogewinn erfahren hat, laden Norma und Monty Mr. Martin in ihre Wohnung ein, um ihn dort unter Druck zu setzen. Als das Ehepaar damit scheitert, versucht Norma Martin mit den Waffen einer Frau um den Finger zu wickeln. Schließlich sieht Norma keinen anderen Weg mehr, als dem Vermieter die ganze Wahrheit zu sagen, woraufhin dieser in Ohnmacht fällt. In diesem Zustand kann sie ihm seelenruhig den Lottoschein wieder abnehmen.
Love
In einer karibischen Bar trägt die farbige Sängerin Lena Horne ein Lied über die Natur der Liebe vor.
When Television Comes
Red Skelton spielt hier einen Ansager für den imaginären Fernsehsender Clumsy Television Broadcast System und stellt ein neues Format vor, das den Namen „Guzzler’s Gin Program“ trägt. Dabei verschluckt er sich derart bei einem Schluck Gin, dass er daran fast erstickt. Skeltons nächster Schritt zeigt den Showgastgeber, wie er einen gewissen J. Newton Numskull verkörpert, einen „Doktor der Poesie“, der in seiner eigenen, skurrilen Art zwei kurze Gedichte vorträgt. Zwischen den beiden Gedichten nimmt Skelton immer mal wieder einen kräftigen Schluck Gin und wird dadurch immer betrunkener. Schließlich ist er derart alkoholisiert, dass er zusammenbricht.
Limehouse Blues
Der Chinese Tai Long betritt ein Lokal in Londons Limehouse-Distrikt und verliebt sich augenblicklich in die schöne Chinesin Moy Ling. Kurz nachdem Tai in das Schaufenster geblickt hat, wo ein Fächer ausgestellt ist, der es offensichtlich Moy angetan hatte, zerschlagen Diebe das Schaufenster und stehlen mehrere Gegenstände. Im nachfolgenden Durcheinander kommt es zu einem Schusswechsel, und Tai wird von einer Kugel getroffen. Während er besinnungslos auf dem Fußgängersteig liegt, phantasiert der verwundete Chinese von einem Fächertanz mit Moy. Tai wird in den beraubten Laden gebracht, wo sich Moy um ihn kümmert. Als er den begehrten Fächer berührt, erwacht er wieder.
A Great Lady Has an Interview
Eine Gruppe von Journalisten erreichen das Haus eines Filmstars, der nur unter dem Namen „Great Lady“ bekannt ist. Ihr Butler Tribbins begleitet die Herren von der Presse in das Wohnzimmer des Stars, wo sie interviewt werden soll. Die „Great Lady“ spricht über ihren nächsten Film, in dem sie eine gewisse „Madame Crematon“ spielen wird, die Erfinderin der Sicherheitsnadel.
The Babbitt and the Bromide
Zwei Gentlemen treffen sich auf einer Parkbank und machen sich miteinander bekannt. Aus der Plauderei über das Tanzen vor der Filmkamera, in dem beide sich in schneller Folge unterhaltsame Wortgefechte geben und Gene und Fred behaupten, einander nicht zu kennen, entwickelt sich ein freundlicher und temperamentvoller Wettstreit, der schließlich in Musik, Gesang und Stepptanz übergeht.
There’s Beauty Everywhere
In quietschbunter Landschaftskulisse singt Kathryn Grayson ein Lied über die Schönheit sui generis. Um sie herum posieren und tanzen eine Reihe von Balletttänzern.

## Produktionsnotizen
Ziegfeld Follies gilt als einer der prachtentfaltendsten Filmmusicals aus der Glanzzeit Hollywoods, die je hergestellt wurden. Die Dreharbeiten begannen am 10. April 1944 unter der Regie George Sidneys und zogen sich auf über vier Monate hin. Offizieller Drehschluss war der 18. August desselben Jahres. Die erste Preview fand am 1. November 1944 im Westwood Village Theatre statt. Damals besaß der Film die gewaltige Länge von 273 Minuten. Daraufhin wurde Ziegfeld Follies mehrfach umgeschnitten und um das Gros der komischen Szenen gekürzt. Auch eine Gesangsszene von Judy Garland mit ihrem häufigen Co-Star Mickey Rooney fiel der Schere zum Opfer. Stattdessen gab es am 22. Dezember 1944 Nachaufnahmen. Weitere Szenen wurden zwischen dem 25. Januar und dem 6. Februar 1945 gedreht.
Die Uraufführung der finalen Fassung fand am 20. August 1945 in Boston statt und war nur noch 110 Minuten lang. Die produzierende MGM zeigte sich jedoch auch mit der Fassung unzufrieden und nahm erneut eine Reihe von Änderungen vor. Damit verschob sich die New Yorker Premiere um weitere acht Monate auf den 22. März 1946. In Deutschland konnte man Broadway-Melodie 1950 schließlich erstmals am 1. Dezember 1950 sehen. Im Rahmen einer Fernsehausstrahlung wurde der Film in Deutschland in Ziegfelds himmlische Träume umgetitelt.
Cedric Gibbons war Chefarchitekt und überwachte die umfangreiche Bauherstellung. Ihm zur Seite standen Merrill Pye, Jack Martin Smith und ungenannt Edward C. Carfagno. Edwin B. Willis überwachte die Ausstattung. Irene, Irene Sharaff und Helen Rose entwarfen die Kostüme. Douglas Shearer war Cheftontechniker. A. Arnold Gillespie gestaltete ungenannt die Filmminiaturen. Sidney Wagner war einfacher Kameramann, Robert J. Bronner diente als Kameraassistent.
Wally Heglin und Conrad Salinger übernehmen die Orchestrierung der Kompositionen Harry Warrens und Roger Edens'. Die musikalische Leitung lag in den Händen von Lennie Hayton. Kay Thompson sorgte für die Stimmarrangements. Mit einzelnen Liedbeiträgen, die zum Teil nicht genutzt wurden, waren auch zahlreiche weitere Komponisten an diesem Film beteiligt.
Trotz der hohen Herstellungskosten spielte der Film etwa zwei Millionen Dollar Gewinn ein, eine für damalige Zeiten beträchtliche Summe.
William Powell spielte hier nicht zum ersten Mann den Showmogul vom Broadway: Bereits 1936 war er mit der Titelrolle in dem Film Der große Ziegfeld zu sehen gewesen.

## Wissenswertes
Als besonders reizvoll erweist sich in diesem Film der nur hier mögliche direkte Vergleich der Tanzstile der beiden Genre-Superstars Kelly und Astaire: Wie Das große Personenlexikon des Films in Astaires Biografie konstatierte, konnte sich der 13 Jahre ältere Astaire gegenüber Kelly gut behaupten, „waren beider Tanzstile doch grundverschieden. Verkörperte Astaire die federleichte Elfe auf dem Parkett, so erschien Kelly eher als ein schwungvolles, athletisches Kraftpaket.“ Kelly selbst zollte seinem Kollegen den größtmöglichen Respekt, indem er später eingestand: „Fred Astaire repräsentiert die Aristokratie, wenn er tanzt, ich das Proletariat“.
Einige der gezeigten Episoden-Nummern wurden bereits Jahre zuvor auf der Bühne ausprobiert. So war Fanny Brices „A Sweepstakes Ticket“ bereits Teil einer Ziegfeld-Show namens Follies of 1936. The „Pay the Two Dollars“-Sequenz entstammte der Show George White’s Scandals aus dem Jahre 1931. Die „Limehouse Blues“-Nummer wiederum wurde erstmals von Gertrude Lawrence in Andre Charlot's Revue of 1924 gezeigt, und die Tanz-Episode „Babbitt and the Bromide“ präsentierte Astaire bereits 1927 mit seiner Schwester Adele Astaire in dem 1927 aufgeführten Broadwaymusical Funny Face. Schließlich basierte der Sketch „Number Please“ auf einer Vorlage von Fred Allen und wurde erstmals von Willie und Eugene Howard in der 1930 Broadwayrevue Three’s a Crowd (1930) vorgestellt.

## Kritiken
Bosley Crowther befand in der New York Times: „Die (für uns) besten Nummern des Films sind ein paar komödiantische Darbietungen, vor allem eine von Red Skelton als Ansager in einer Fernsehshow. Um eine Demonstration des Genusses von Guzzlers Gin (‚Ein schönes Smo-o-oth-Getränk‘) zu geben, mischt Mr. Skelton schreiend Freude mit Geschäft. Fanny Brice lässt ‚A Sweep-stake Ticket‘ aus dem ‚Follies of 1936‘ wieder aufleben und spielt eine Hausfrau aus der Bronx genau so lustig mit Hume Cronyn wie sie es einst mit Bobby Clark getan hatte. Judy Garland ist gleichfalls amüsant als Filmkönigin, die ein Presseinterview gibt, und Victor Moore und Edward Arnold sind vorübergehend lustig in Willie und Eugene Howards alter ‚Pay the Two Dollars‘-Lachnummer. […] Strengstens episodenhaft mit seinen unvermeidbaren Ups and Downs, ist Ziegfeld Follies unterhaltsam – und das genau erwartet man!“
US-Starkritikerin Pauline Kael schrieb nachbetrachtend in den 1970er Jahren: „Den Pingeligen sei geraten, in die Kino-Lobby zu enteilen, wenn Kathryn Grayson There’s Beauty Everywhere gegen magentafarbenen Himmelsschaum ansingt.“

„Wenigstens drei Nummern würden das Highlight einer jeden Besprechung … bedeuten. In A Great Lady has an Interview zeigt Judy Garland mit sechs Männern ein unerwartetes Flair für berufsbedingte Satire. Mit Numbers Please zeigt Keenan Wynn erneut, dass er einer von Hollywoods führenden Komikern ist. Aber der Tanzakt für die Archive ist The Babbitt and the Bromide, wo Fred Astaire und Gene Kelly für ein Foto-Finish sorgen.“

„Highlights sind der Brice-Hume Cronyn-Sketch, der Astaire-Kelly-Tanz, die Moore-Arnold Comedynummer, Skeltons ‚Guzzler’s Gin‘, Hornes Solo, Garlands ‚The Interview‘.“

„Zwischen der Eröffnungsszene und der Schlussszene wurde eine gewaltige Masse an Material hineingepackt, von dem manches, offen gesagt es nicht wert ist, derart prachtentfaltend abgehandelt zu werden.“

Kay Wenigers Das große Personenlexikon des Films zählte in Fred Astaires Biografie Broadway Melodie 1950 zu einem von Minnellis „bonbonfarbene[n], prachtvoll ausgestattete[n] Musicals“, die in ihrer Zeit „dem Genre neuen Glanz verliehen.“
Im Lexikon des internationalen Films heißt es: „Ballett, Songs, Sketches und eine Fülle von Top-Stars in einer opulenten nostalgischen Retrospektive auf das amerikanische Show-Business der 40er Jahre.“
Halliwell’s Film Guide fand, der Film sei „ein ziemlich luftleeres All-Star-Entertainment, in dem die Komödie ziemlich am Mangel eines Publikums leide. Einige der Produktionsnummern besitzen allerdings prachtvolle Eleganz.“